# Saori Hayami
Saori Hayami (早見 沙織 Hayami Saori?,  Tokio, Japón, 29 de mayo del 1991) es una actriz de voz y cantante japonesa, afiliada a I'm Enterprise.  Algunos de sus papeles más destacados incluyen el de Shinobu Kochō en Kimetsu no Yaiba, Yukino Yukinoshita en Oregairu, Himawari Uzumaki en Boruto: Naruto Next Generations, Yumeko Jabami en Kakegurui, Yamato en One Piece, Miyuki Shiba en Mahōka Kōkō no Rettōsei, Pramanix en Arknights, Kamisato Ayaka en Genshin Impact, Yor Forger en Spy × Family, entre otros. 
Como cantante, ella firmó el contrato en la que se afiliaba Warner Bros. Home Entertainment en Japón.
Ha sido condecorada, junto a su colega Shizuka Itō, con el premio a la "Mejor Actriz de Reparto" en la 10° edición de los Seiyū Awards.

## Biografía
Hayami se interesó en la actuación de voz mientras asistía a la escuela primaria, bajo la influencia de sus padres que veían películas de Audrey Hepburn, (las cuales, fueron dobladas al japonés por Masako Ikeda), mientras ella estaba en la escuela. 
En 2004, asistió a la clase junior de Nihon Narration Engi Kenkyūjo, una escuela de formación en actuación de voz. Su carrera comenzó cuando pasó una audición para I'm Enterprise en 2006, al final de su segundo año en la escuela de capacitación. 
Su debut como seiyū fue en el CD dramático Indian Summer. En 2007, hizo su debut en el anime y obtuvo su primer papel importante como Momoka Kawakabe, la heroína principal en Touka Gettan. Desde entonces, ha estado activa dando voz a muchos otros personajes en medios relacionados con el anime y otros trabajos de actuación de voz.
Ocupó el puesto número 2 en 2015 Newtypex Machi Asobi Anime Awards a la Mejor Actriz de Voz, mientras que su personaje, Yukino Yukinoshita del anime Yahari Ore no Seishun Love Come wa Machigatteiru ganó el Premio al Mejor Personaje Femenino. Ha presentado su propio programa de radio "Hayami Saori no Free Style" desde 2011, que ganó el premio Best Comfort Radio en la categoría general en los 3rd Aniradi Awards en 2017.
Hayami es conocida por su canto principalmente a través de su trabajo interpretando temas de anime y personajes, como Kaede Takagaki en la franquicia The Idolmaster Cinderella Girls . Su sencillo debut, "Yasashii Kibou" (やさしい希望, lit. "Gentle Hopes") fue lanzado el 12 de agosto de 2015. Escribió la letra de todas las canciones del sencillo. La canción principal se usó como tema de apertura para la televisión de anime Akagami no Shirayukihime, en la que expresó a Shirayuki. Su segundo sencillo es un sencillo de doble cara A "Installation/Sono Koe ga Chizu ni Naru" (その声が地図になる, lit. "La voz se convertirá en un mapa"). fue lanzado el 3 de febrero de 2015. También participó en la escritura y composición de ambas canciones. La canción "Sono Koe ga Chizu ni Naru" se utilizó como el tema de apertura de la segunda temporada de Akagami no Shirayukihime. Su primer álbum Live Love Laugh fue lanzado el 25 de mayo de 2016. Luego lanzó un miniálbum en vivo para LIVE incluido en edición limitada Live Blu-ray/DVD y CD de su primera gira de conciertos japonesa Live Love Laugh en 21 de diciembre de 2016.

## Filmografía
Lista de los roles interpretados durante su carrera.
Los papeles principales están en negrita.

### Anime
2007
- Touka Gettan como Momoka Kawakabe; Sei.
- CLANNAD como Estudiante.

2008
- Sekirei como Musubi.
- Wagaya no oinari-sama como Kō.
- Shigofumi: Stories of Last Letter como Sweetheart (ep 5).[4]

2009
- 07-Ghost como Razette.
- Basquash! como Violette.
- Higashi no Eden como Saki Morimi.
- Sasameki Koto como Chizuka Nishikigi.
- Sora no Manimani como Sayo Yarai; Saku Ooyagi (niño).
- Sora no Otoshimono como Ikaros.

2010
- Bakuman como Azuki Mihō.
- Ladies versus Butlers! como Suiran Fō.
- MM! como Arashiko Yuno.
- Katanagatari como Kōsha Saraba
- Ōkami-san to Shichinin no Nakama-tachi como Kakari Haibara (ep. 1)
- Ore no Imōto ga Konna ni Kawaii Wake ga Nai como Ayase Aragaki.
- Sekirei ~Pure Engagement~ como Musubi.
- Sora no Otoshimono: Forte como Ikaros.
- Star Driver: Kagayaki no Takuto como Wako Agemaki.

2011
- Ano Hi Mita Hana no Namae o Bokutachi wa Mada Shiranai como Chiriko "Tsuruko" Tsurumi.
- Kami nomi zo Shiru Sekai como Haqua du Lot Herminium.
- Mawaru Penguindrum como Asami Kuhou.
- Softenni como Shiho Nagumo.
- Mobile Suit Gundam AGE como Yurin L'Ciel.
- Sket Dance como Ogura Megumi.
- Bakuman. 2 como Azuki Mihō.

2012
- Sword Art Online como Sachi.
- Tari Tari como Sawa Okita.
- Nisemonogatari como Yotsugi Ononoki
- Hyōka como Kaho Jūmonji
- Chōyaku Hyakunin isshu: Uta Koi como Fujiwara no Takaiko.
- Beelzebub como Isafuyu Kashino.
- Bakuman. 3 como Azuki Mihō.
- Initial D Fifth Stage como Mika Uehara.
- Fairy Tail como Kagura Mikazuchi.
- Suki-tte ii na yo como Miki Arai.

2013
- Gundam Build Fighters como Aila Jyrkiäinen.
- Fairy Tail como Kagura Mikazuchi.
- Kami nomi zo Shiru Sekai: Megami-Hen como Haqua du Lot Herminium.
- Monogatari Series Second Season como Yotsugi Ononoki.
- Ore no Imōto ga Konna ni Kawaii Wake ga Nai como Ayase Aragaki.
- RWBY (Doblaje Japonés) como Ruby Rose
- RDG Red Data Girl como Izumiko Suzuhara[5]
- Sakura-sō no Pet na Kanojo como Fuuka Kamiigusa.
- Yahari Ore no Seishun Love Come wa Machigatteiru. como Yukino Yukinoshita
- Zettai Bōei Leviathan como Leviathan[6]

2014
- Toaru Hikūshi e no Koiuta como Sharon Morcos
- Kamigami no Asobi como Yui Kusanagi
- Noragami como Tsuyu.
- Mangaka-san to Assistant-san to como Sahoto Ashisu
- Saki: The Nationals como Komaki Jindai
- Buddy Complex como Hina Yumihara/Hina Ryazan
- Buddy Complex: Kanketsu-hen Ano Sora ni Kaeru Mirai de' como Hina Yumihara/Hina Ryazan
- Fairy Tail (2014) como Kagura Mikazuchi
- Glasslip como Yanagi Takayama
- Mahōka Kōkō no Rettōsei como Miyuki Shiba
- Initial D Final Stage como Mika Uehara
- Soul Eater Not! como Anya Hepburn.
- Gochūmon wa Usagi desu ka? como Aoyama Midori.
- Rokujōma no Shinryakusha!? como Ruthkhania Nye Pardomshiha
- Inō Battle wa Nichijō-kei no Naka de como Hatoko Kushikawa
- Shigatsu wa Kimi no Uso como Emi Igawa.

2015
- Yamada-kun to 7-nin no Majo como Urara Shiraishi.
- Gunslinger Stratos The Animation como Lyudmila N. Ignatova.
- Hibike! Euphonium como Haruka Ogasawara.
- Yahari Ore no Seishun Love Come wa Machigatteiru. Zoku como Yukino Yukinoshita.
- Dungeon ni Deai o Motomeru no wa Machigatteiru Darō ka? como Ryuu Lion.
- Owari no Seraph como Shinoa Hīragi.
- Jōkamachi no Dandelion como Karen Ayugase.
- Akagami no Shirayukihime como Shirayuki.
- One Punch-Man como Jigoku no Fubuki.
- Unlimited Fafnir como Honoka Tachikawa.
- Gochūmon wa Usagi Desu ka? como Aoyama Midori.
- Owarimonogatari como Yotsugi Ononoki.

2016
- Akagami no Shirayukihime 2 como Shirayuki.
- Amaama to Inazuma como Kotori Iida.
- Doraemon como Chica C (ep. 371) y Estudiante 2 (ep. 392).
- Musaigen no Phantom World como Reina Izumi.
- Maho Girls PreCure! como Kotoha Hanami/Cure Felice/Ha-chan
- Ange Vierge como Aurora
- Shūmatsu no Izetta como Ortfiné Fredericka von Eylstadt ("Finé")
- Mahō Shōjo Ikusei Keikaku como Sister Nana

2017
- Fūka como Koyuki Hinashi.
- Fukumenkei Noise como Nino Arisugawa.
- Yōjo Senki como Viktoriya Ivanovna "Visha" Serebryakov.
- Kakegurui como Yumeko Jabami
- Owarimonogatari 2º season como Yotsugi Ononoki.
- Battle Girl High School-Battle Girl Project como Kurumi Tokiwa.
- Houseki no Kuni como Goshenite.
- Code: Realize - Sōsei no Himegimi - como Cardia.
- Boruto: Naruto Next Generations como Himawari Uzumaki.
- Masamune-kun no Revenge como Kojūrō Shuri
- Fate/Apocrypha como Atalanta.
- Sora Yorimo Tōi Basho como Yuzuki Shiraishi.

2018
- Darling in the Franxx como Code:556 / Kokoro.
- Detective Conan como Midori Furuoka.
- Hakyu Hōshin Engi como Ryuukitsu Koushu
- Hataraku Saibou!! como Célula T Reguladora.
- Radiant como Ulmina Bagliore.

2019
- Isekai Quartet como Viktoriya Ivanovna "Visha" Serebryakov.
- Tate no Yūsha no Nariagari como Therese Alexandrite.
- Kakegurui (segunda temporada) como Jabami, Yumeko.
- Kanata no Astra como Yun-Hua Lu.
- One Punch-Man (segunda temporada) como Jigoku no Fubuki.
- Egao No Daika como Stella.
- Kimetsu no Yaiba como Shinobu Kocho.
- Mairimashita! Iruma-kun como Amerie Azazel.
- Fate/Grand Order - Absolute Demonic Battlefront: Babylonia como Ushiwakamaru.

2020
- Itai no wa Iya nano de Bōgyoryoku ni Kyokufuri Shitai to Omoimasu. como Kasumi.
- Somali to Mori no Kamisama como Uzoi.
- Isekai Quartet 2 como Viktoriya Ivanovna "Visha" Serebryakov.
- Radiant 2nd Season como Ulmina Bagliore.
- GeGeGe no Kitarō (2018) como Uoko Hito.
- Tower of God como Rachel.
- Kaiketsu Zorori como Rose.
- Yahari Ore no Seishun Love Come wa Machigatteiru: Kan (III) como Yukino Yukinoshita.
- Sakura Wars como Clarissa "Claris" Snowflake.
- Tsugu Tsugumomo como Ouhi Oriobana.
- Otome Game no Hametsu Flag Shika Nai Akuyaku Reijō ni Tensei Shiteshimatta... como Maria Campbell.
- Uzaki-chan wa Asobitai! como Tsuki Uzaki.
- Jujutsu Kaisen como Tsumiki Fushiguro.
- En'en no Shōbōtai: Ni no Shou como Puppeteer.
- Mahōka Kōkō no Rettōsei: Raihousha-hen como Miyuki Shiba.
- Dragon Quest: Dai no Daibouken como Leona.
- Kami-tachi ni Hirowareta Otoko como Elise.
- Dungeon ni Deai wo Motomeru no wa Machigatteiru Darou ka III como Ryu Lion.
- Gochūmon wa Usagi Desu ka? como Midori Aoyama.
- Maōjō de Oyasumi como Aurora Nemu Rhys Kaymin, Debiakuma y narradora.

2021
- Show by Rock!! Stars!! como A.
- Hataraku Saibou!! como Célula T reguladora.
- SK∞ the Infinity como Emma, Niña (ep 6).
- Kumo desu ga, Nani ka? como D.
- Sayonara Watashi no Cramer como Mizuki Kaji.
- Kaiketsu Zorori 2nd Season como Rose.
- 86: Eighty-Six como Anju Emma.
- Battle Athletess Daiundoukai ReSTART! como Anna Christopher.
- Mairimashita! Iruma-kun 2nd Season como Amerie Azazel.
- Otome Game no Hametsu Flag Shika Nai Akuyaku Reijō ni Tensei Shiteshimatta... X como Maria Campbell.
- Mahōka Kōkō no Yūtosei como Miyuki Shiba.
- Tsuki ga Michibiku Isekai Dōchū como Emma.
- Selection Project como Akari Amasawa.
- One Piece como Yamato.
- Heike Monogatari (anime) como Taira no Tokuko.
- Kimetsu no Yaiba: Mugen Ressha-hen (TV) como Shinobu Kocho
- Kimetsu No Yaiba: Yuukaku-hen como Shinobu Kocho
- Senpai ga Uzai Kōhai no Hanashi como Sakurai Toko

2022
- Black Rock Shooter: Dawnfall como Dead Master.
- Heroine Tarumono! como Chizuru Nakamura.
- Blue Lock como La Madre de Reo Mikage.
- Spy x Family como Thorn Princess/Yor Forger
- Tate no Yūsha no Nariagari Season 2 como Therese Alexandrite.
- RWBY: Hyousetsu Teikoku como Ruby Rose
- Kaguya-sama wa Kokurasetai: Ultra Romantic como Momo Ryuuju
- Urusei Yatsura como Oyuki

2023
- Digimon Ghost Game como Quantumon
- Dungeon ni Deai o Motomeru no wa Machigatteiru Darō ka IV como Ryu Lion
- Hikari no Ō como Kira
- Masamune-kun no Revenge R como Kojūrō Shuri
- Ayaka: A Story of Bonds and Wounds como Momoko Amamiya
- Buta no Liver wa Kanetsu Shiro como Eise
- Bōkensha ni Naritai to Miyako ni Deteitta Musume ga S-rank ni Natteta como Angeline
- Konyaku Haki Sareta Reijō wo Hirotta Ore ga, Ikenai Koto wo Oshiekomu como Charlotte Evans.

2024
- MASHLE (Temporada 2) como Sophina Biblia
- Dungeon Meshi como Falin
- Giji Harem como Rin Nanakura
- Majo to Yajuu como Phanora
- Ramen Akaneko como Krishna
- Kimetsu no Yaiba: Hashira Geiko-hen como Shinobu Kochō.
- Kimi wa Meido-sama como Nazca
- Terminator Zero como Misaki

2025
- Bad Girl como Yume Izumi
- Sakamoto Days como Osaragi
- Kijin Gentōshō como Shirayuki
- Maho Tsukai Pretty Cure!! ~MIRAI DAYS~ como Kotoha Hanami/Cure Felice/Ha-Chan

### OVA
- Air Gear: Kuro no Hane to Nemuri no Mori -Break on the Sky- como Yayoi Nakayama.
- Cyborg 009 vs Devilman como Miki Makimura.
- Indian Summer como Sumire Midō.
- Kimi no Iru Machi, Nanami Kanzaki.
- Mazinkaizer SKL como Tsubasa Yuki.
- Megane na Kanojo como Mitsuki Kimura (ep. 3)
- Princess Resurrection como Hime.
- Sora no Otoshimono como Ikaros.
- Tsukimonogatari como Yotsugi Ononoki.
- Yamada-kun to 7-nin no Majo como Urara Shiraishi.
- Yahari Ore no Seishun Love Come wa Machigatteiru como Yukino Yukinoshita.
- Yahari Ore no Seishun Love Come wa Machigatteiru. Zoku como Yukino Yukinoshita.
- Yahari Ore no Seishun Love Come wa Machigatteiru: Kan (III) como Yukino Yukinoshita.
- Tokyo Ghoul: JACK como Minami Uruka.
- Mobile Suit Gundam: The Origin como Lalah Sune

### ONA
- Koyomimonogatari como Yotsugi Ononoki.
- Yōjo Shenki como Viktoriya Ivanovna Serebryakova.
- Lookism como Zoe Park.
- Kotarō wa Hitori Gurashi como Mizuki Akitomo

### Películas
- La rosa de Versalles como Rosalie La Morliére
- Eden of the East: The King of Eden como Saki Morimi.
- Eden of The East the Movie II: Paradise Lost como Saki Morimi.
- Naruto Shippuden The Lost Tower como Princesa Sara.
- Towa no Quon como Kiri.
- Sora no Otoshimono: Tokei-jikake no Angeloid como Ikaros.
- Gekijouban Ano Hi Mita Hana no Namae o Bokutachi wa Mada Shiranai como Chiriko "Tsuruko" Tsurumi.
- Sora no Otoshimono Final: Eternal My Master como Ikaros.
- Naruto Boruto - Naruto the Movie como Himawari Uzumaki.
- Gantz: O como Reika.
- Koe no Katachi como Shouko Nishimiya.
- Mahōka Kōkō no Rettōsei: Hoshi o Yobu Shōjo como Miyuki Shiba.
- Kimetsu no Yaiba: Mugen Ressha-hen como Shinobu Kocho
- Justice League x RWBY: Super Heroes & Huntsmen - Part 1 (Doblaje Japonés) como Ruby Rose.
- Justice League x RWBY: Super Heroes & Huntsmen - Part 2 (Doblaje Japonés) como Ruby Rose.
- Spy × Family Code: White como Yor Forger
- Pretty Guardian Sailor Moon Cosmos: The Movie como Taiki Kō/Sailor Star Maker

### Videojuegos
- The Alchemist Code - Chloe
- Girls X Battle - Succuba, Assassin, Librarian.
- Fate/Grand Order -  Atalante, Mysterious Alter Ego Λ, Ushiwakamaru,  Martha, Martha (CASTER), Meltililith, Atalanta Alter, Ushiwakamaru (ASSASIN), Martha (RULER), Taira no Kagekiyo
- Dragalia Lost - Elisanne
- Girls' Frontline - Vector
- Arknights - Pramanix
- Dissidia Final Fantasy Opera Omnia - Arciela
- Langrisser M  - Luna
- Xenoblade Chronicles 2: Torna The Golden Country  - Lora
- Yahari Game Demo Ore no Seishun Love Come wa Machigatteiru. Kan. - Yukino Yukinoshita
- Yahari Game demo Ore no Seishun Love Come wa Machigatteiru. Zoku. - Yukino Yukinoshita
- Yahari Ore no Seishun Love Come wa Machigatteiru - Yukino Yukinoshita
- Magia Record - Oriko Mikuni y Mabayu Aki
- Saint Seiya: Awakening - Katia de Corona Boreal
- Under Night in the Birth - Orie
- Blazblue Central Fiction - Mai Natsume
- Blazblue Crosstag Battle - Ruby Rose, Mai Natsume, Orie
- Tekken 7 - Kunimitsu
- Princess Connect! Re: Dive - Rei
- Genshin Impact - Kamisato Ayaka
- Illusion Connect - Yuffie
- Azur Lane Crosswave - Shimakaze
- Azur Lane - Shimakaze
- Inazuma Eleven: Victory Road - Rea
- The IDOLM@STER Cinderella Girls - Kaede Takagaki

### CD Drama
- Tonari no Kaibutsu-kun como Chizuru Ōshima.

### Doblaje
- Barbie como Sasha

## Música
- Interpretó el opening Yasashii Kibou (やさしい希望) de la serie Akagami no Shirayukihime. Dicho tema también fue utilizado como el ending del primer capítulo.[7][8] Además, cantó el opening de la segunda temporada Sono Koe ga Chizu ni Naru (その声が地図になる).[9]
- Cantó el décimo opening de Tsukimonogatari, titulado Orange Mint (オレンジミント).[10]
- Interpretó el ending de Code: Realize - Sōsei no Himegimi -, Twinkle.[11]
- Cantó el op de Sora no Otoshimono, titulado "Ring my Bell"
- Canto junto con Nao Tōyama el ending de la primera temporada de Yahari Ore no Seishun Love Come wa Machigatteiru titulado "Hello Alone".
- Interpeto junto a Nao Tōyama el tema del festival cultural utilizado al final de la primera temporada de Yahari Ore no Seishun Love Come wa Machigatteiru titilado "Bitter Bitter Sweet", el cual está incluido en la discografía de la primera temporada del anime.
- Interpretó uno de los temas producidos para la discografía de la primera temporada de Yahari Ore no Seishun Love Come wa Machigatteiru titulado "Yukidoke ni Saita Hana".
- Canto junto a Nao Tōyama el ending de la segunda temporada de Yahari Ore no Seishun Love Come wa Machigatteiru titulado "Everyday World".
- Canto uno de los temas producidos para la discografía de la segunda temporada de Yahari Ore no Seishun Love Come wa Machigatteiru titulado "Crescendo To You".
- Interpretó junto a Nao Tōyama cuatro temas producidos para la discografía de la segunda temporada de Yahari Ore no Seishun Love Come wa Machigatteiru titulados "Under The Changing Sky", "Bright Generation", "Rock You!!" y "Kimi to Merry Christmas".
- Canto uno de los temas producidos para la discografía de la tercera temporada de Yahari Ore no Seishun Love Come wa Machigatteiru titulado "Diamond no Jundo" el cual tuvo tres versiones, una versión cantada por Nao Tōyama, otra por la misma Saori Hayami y una en la que cantan ambas. Esta última versión fue utilizada como ending de la tercera temporada.
- Interpretó uno de los temas producidos para la discografía de la tercera temporada de Yahari Ore no Seishun Love Come wa Machigatteiru titulado "Everyday is Perfect".
- Cantó el ending #1 de CardCaptor Sakura Clear Card-hen titulado "Jewelry"
- Interpretó la apertura del videojuego Azur Lane Crosswave, Dawn of Freedom.
- Interpretó junto a Haruka Tomatsu y Ai Kayano el tema final de la serie "Secret Base-Kimi ga Kureta Mono (10 Years After Ver.)", una versión de una canción originalmente cantada por la banda Zone.
- Cantó junto a Marina Inoue, Kana Hanazawa y Aya Endō el ending de Sekirei titulado "Sekirei"